# Kuormakkarivier
De Kuormakkarivier (Zweeds: Kuormakkajoki) is een rivier die stroomt in de Zweedse gemeente Kiruna. De Kuormakkarivier is een afwateringsrivier van het Kuormakkajärvi. Dat meer ontvangt vanuit het noorden water van de Eliaksenrivier en de Pierfalarivier. De Kuormakkarivier stroomt vanaf de zuidpunt van het meer naar het zuiden. Ze is inclusief Myllyrivier en langste bronrivier circa 20 kilometer lang.
Afwatering: Kuormakkarivier → Myllyrivier → Lainiorivier → Torne → Botnische Golf